# روکو گراناتا
روکو گراناتا (انگلیسی: Rocco Granata؛ زادهٔ ۱۶ اوت ۱۹۳۸) نوازندهٔ آکوردئون، خواننده-ترانه‌سرا و موسیقی‌دان اهل بلژیک است.
از فیلم‌ها یا برنامه‌های تلویزیونی که وی در آنها نقش داشته‌است می‌توان به مارینا اشاره کرد.